# Pardžanja
Pardžanja je védský bůh deště spojovaný také s plodností lidí, zvířat i rostlin a také hromem a bleskem. Jsou mu věnovány tři rgvédské hymny a to 5.83, 7.101 a 7.102.
Pardžanja je synem Djause, boha nebes, zároveň s ním však jako oplodňovatel země – bohyně Prthiví splývá. Jako řvoucí býk oplodňuje rostliny svým semenem, vládne hromu a blesku a trestá démony a zločince. Jakožto hromovládce byl nahrazen Indrou.
Slovo pardžanja jako běžné podstatné jméno znamená „dešťový mrak“. Vychází z praindoevropského jména hromovládce *Perkwunos které je odvozeno od *perkwu „dub“, což souvisí s zasvěcením tohoto stromu právě hromovládným bohům.